# Assling
Assling ist eine Gemeinde mit 1747 Einwohnern (Stand 1. Jänner 2024) im Bezirk Lienz (Osttirol) des Bundeslandes Tirol (Österreich).

## Geografie
Die Gemeinde Assling liegt im Osttiroler Teil des Pustertals, das von der Drau durchflossen wird. Es befindet sich gut 10 Kilometer westlich von Lienz.
Das Gemeindegebiet erstreckt sich dabei auf beide Talseiten des Pustertals, bewohnt ist jedoch nur der Nordteil an der Pustertaler Höhenstraße und der enge Talabschnitt der Drau.

### Gemeindegliederung

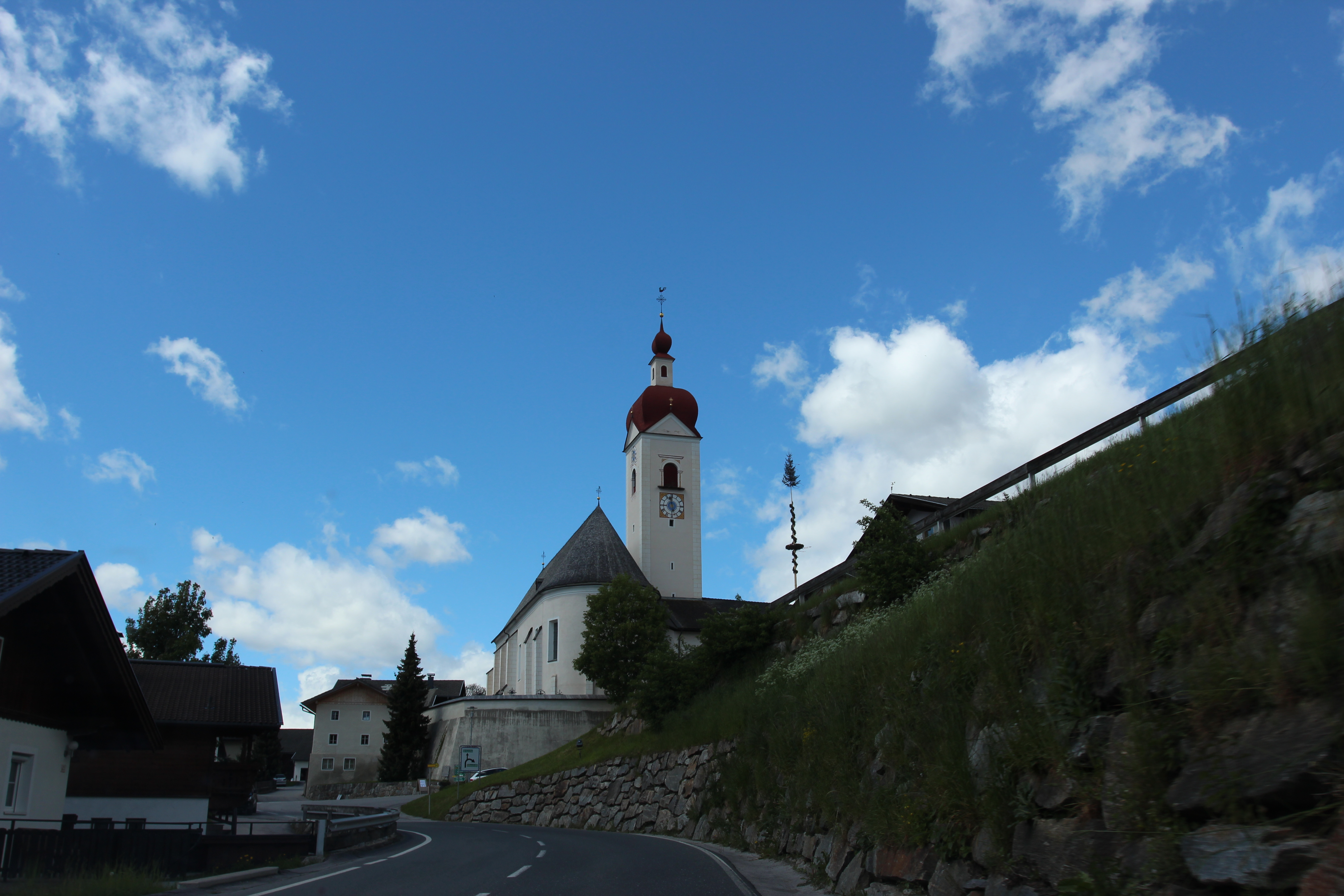
Unterassling

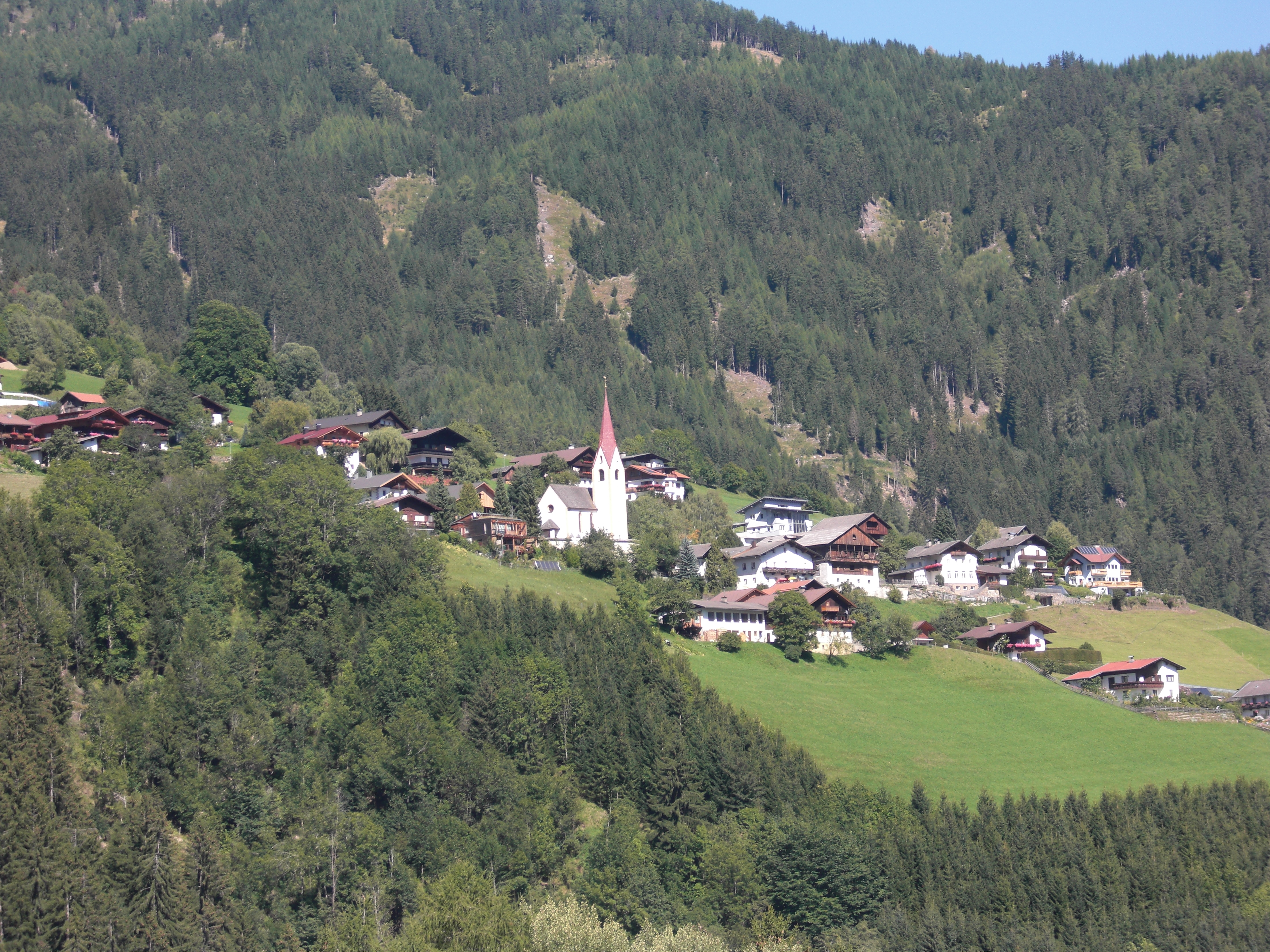
Bannberg

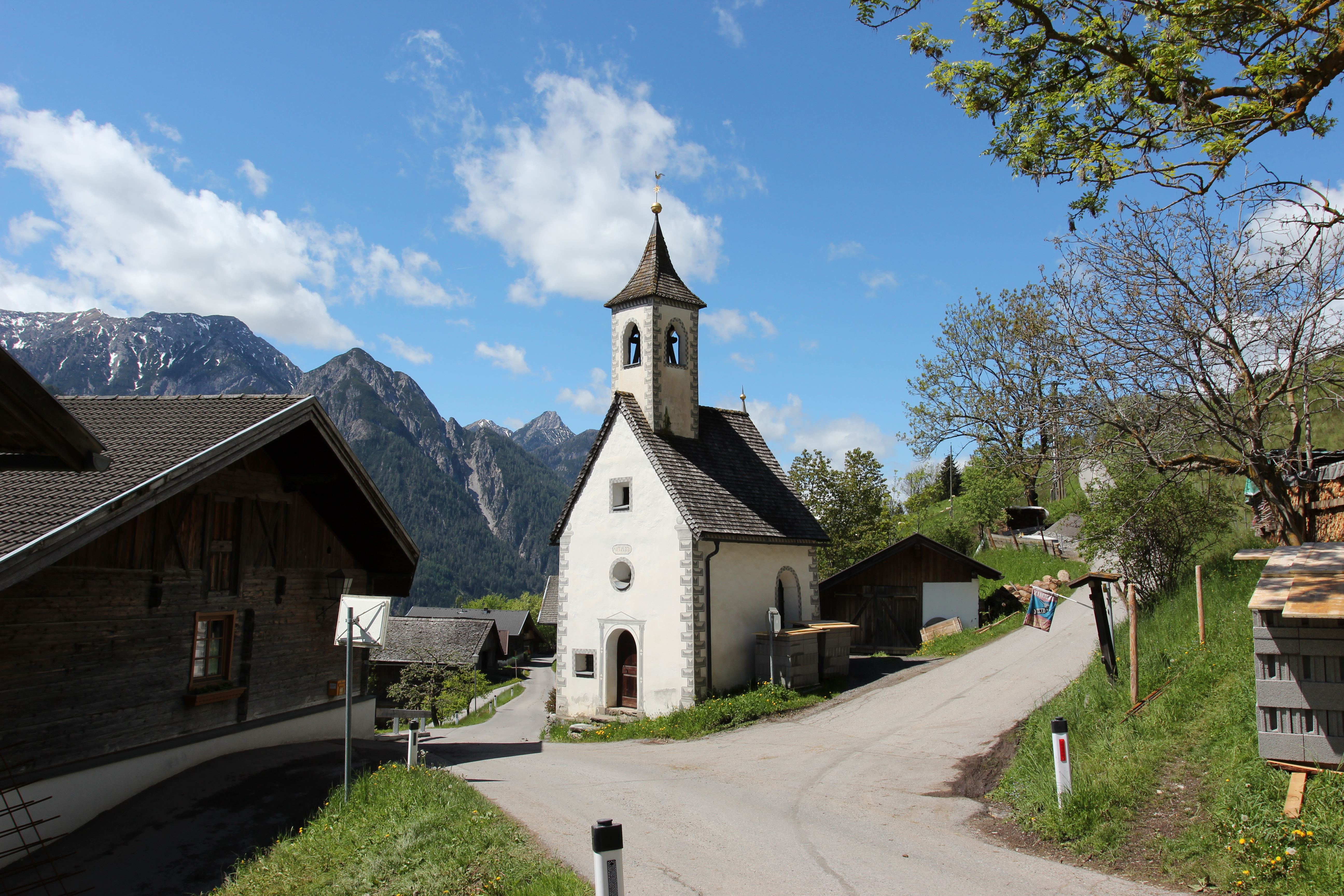
Schrottendorf

Die neun Katastralgemeinden und ihre Flächen sind (Stand 31. Dezember 2023):
- Bannberg (872,71 ha)
- Burg-Vergein (1.588,75 ha)
- Dörfl (411,79 ha)
- Kosten (1.133,97 ha)
- Oberassling (1.589,02 ha)
- Penzendorf (1.346,84 ha)
- Schrottendorf (850,63 ha)
- Thal (944,54 ha)
- Unterassling (1.158,05 ha)

Die 18 Ortschaften sind (Einwohner Stand 1. Jänner 2024):
- Bannberg (122)
- Bichl (48)
- Burg (48)
- Dörfl (40)
- Herol (11)
- Klausen (35)
- Kosten (63)
- Mittewald (198; Teile auch in Anras)
- Oberassling (182)
- Oberthal (98)
- Penzendorf (81)
- St. Justina (29)
- Schrottendorf (64)
- Thal-Aue (311)
- Thal-Römerweg (85)
- Thal-Wilfern (108)
- Unterassling (194)
- Vergein (30)

Die Gemeinde liegt im Gerichtsbezirk Lienz.

### Nachbargemeinden
| Hopfgarten in Defereggen | Schlaiten                                   | Oberlienz     |
| Anras                    | Kompassrose, die auf Nachbargemeinden zeigt | Lienz Leisach |
|                          | Obertilliach                                | Untertilliach |

* Untertilliach grenzt am Eggenkofel in einem Punkt an.

## Geschichte
Die früheste schriftliche Erwähnung erfolgte in einer Tauschurkunde von ca. 1030: Aznich. Das Wort ist eine Eindeutschung vom altslawischen Flurnamen *asenьnikь = Eschenwald. Die Genese: *asenьnikь > *asenikь > Aznich > Asnig > Assling.

## Bevölkerung
2012 lebten in der Gemeinde Assling 1.881 Menschen. Gemessen an der Einwohnerzahl war Assling zu diesem Zeitpunkt die siebtgrößte Gemeinde der 33 Gemeinden im Bezirk Lienz. Nach der Volkszählung 2001 waren 97,4 % der Bevölkerung österreichische Staatsbürger (Tirol: 90,6 %), bis zum Jahresbeginn 2012 stieg der Wert nur unbedeutend auf 97,9 %. Von den 39 Ausländern stammten 90 % aus Europa und 79 % aus den EU-Ländern. Von der Bevölkerung waren 2012 nur 3,1 % im Ausland geboren, wobei 81 % der nicht in Österreich geborenen Einwohner aus den EU-Mitgliedstaaten stammte.
Zur römisch-katholischen Kirche bekannten sich 2001 97,6 % der Einwohner (Tirol: 83,4 %), je 0,5 % hatten kein religiöses Bekenntnis oder waren evangelisch.
Der Altersdurchschnitt der Gemeindebevölkerung lag 2001 in etwa im Landesdurchschnitt. 19,4 % der Einwohner von Assling waren jünger als 15 Jahre (Tirol: 18,4 %), 59,2 % zwischen 15 und 59 Jahre alt (Tirol: 63,0 %). Der Anteil der Einwohner über 59 Jahre lag mit 21,4 % leicht über dem Landesdurchschnitt von 18,6 %. Der Altersdurchschnitt der Bevölkerung von Assling stieg in der Folge deutlich. Der Anteil der unter 15-Jährigen sank per 1. Jänner 2012 auf 15,7 %, während der Anteil der Menschen zwischen 15 und 59 Jahren auf 63,5 % nach oben ging. Der Anteil der über 59-Jährigen sank hingegen leicht auf 20,8 %.
Nach dem Familienstand waren 2001 52,2 % der Einwohner von Assling ledig, 40,9 % verheiratet, 5,1 % verwitwet und 1,8 % geschieden.

### Bevölkerungsentwicklung

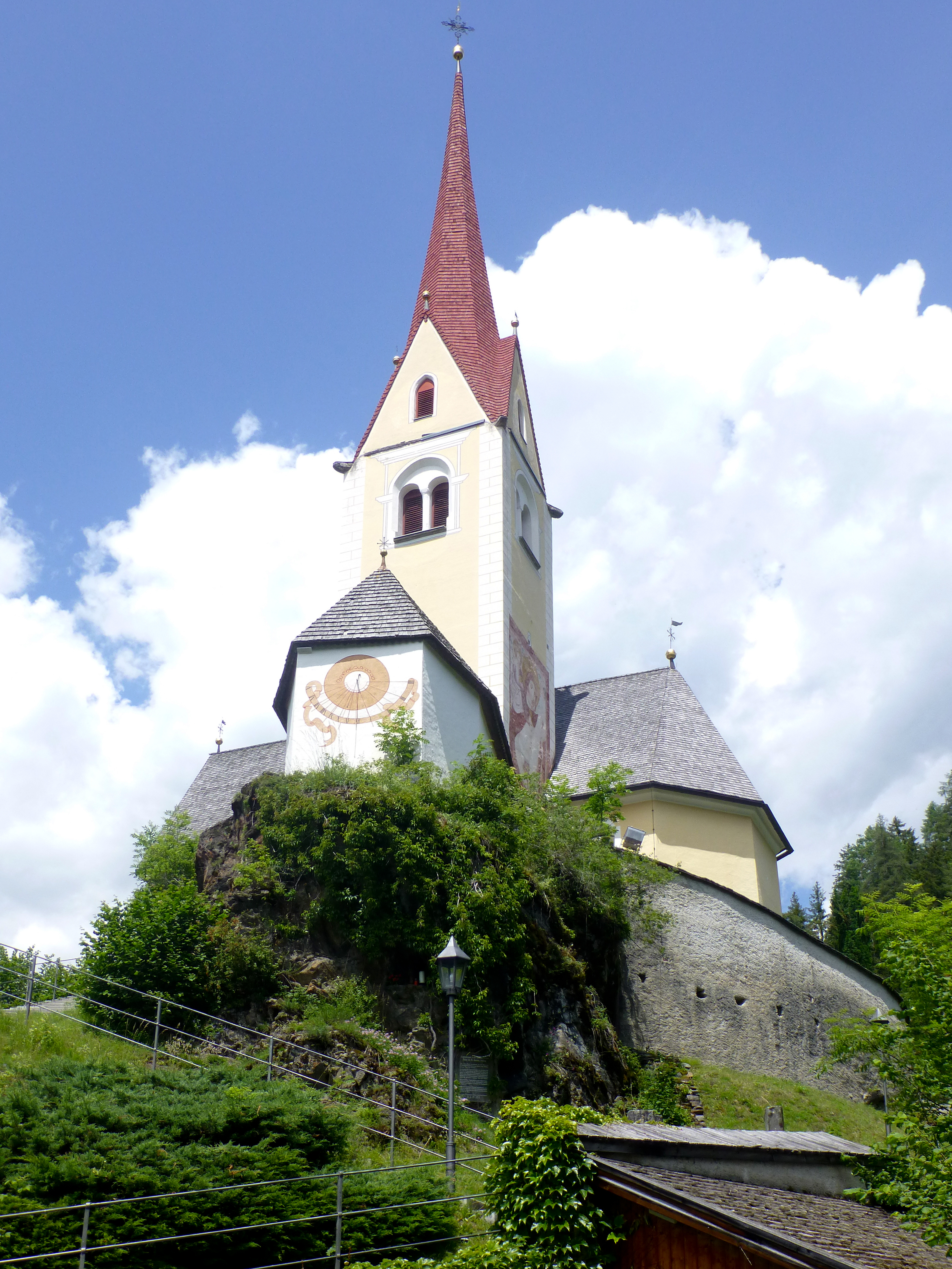
Pfarrkirche Assling

Die Einwohnerzahl von Assling verlief seit dem späten 19. Jahrhundert verglichen mit dem Bezirk Lienz bzw. dem Land Tirol stark unterdurchschnittlich. Zwar erfolgte die Einwohnerentwicklung von 1869 bis in die 1930er Jahre parallel zum Bezirk Lienz, danach wuchs die Gemeindebevölkerung jedoch in weit geringerem Maß und ging zuletzt markant zurück. Nachdem sich die Bevölkerungszahl zwischen 1869 und 1923 kaum verändert hatte und nur leicht um 5 % gestiegen war, begann ab den 1930er Jahren ein stetiges Wachstum, das jedoch unter dem Bezirksschnitt lag. So erhöhte sich die Einwohnerzahl zwischen 1951 und 1981 um 17 % und erreicht mit 2.192 Personen 1981 einen Höchststand. Nach Bevölkerungsverlusten in den 1980er Jahren stagnierte die Einwohnerzahl von Assling bis zur Jahrtausendwende, seitdem verlor Assling rund 14 % seiner Einwohner. Während die Geburtenbilanz der Gemeinde seit 2002 bis auf zwei Jahre immer positiv ausfiel, verlor die Gemeinde auf Grund einer stark negativen Wanderungsbilanz jedes Jahr im Schnitt 22 Einwohner.

## Kultur und Sehenswürdigkeiten
- Katholische Pfarrkirche Assling hl. Dreifaltigkeit in Unterassling
- Katholische Pfarrkirche Bannberg hl. Martin
- Filialkirche St. Korbinian in Thal-Wilfern
- Filialkirche St. Ulrich in Oberthal
- Katholische Pfarrkirche St. Justina Assling in St. Justina
- Katholische Pfarrkirche Mittewald an der Drau Unsere Liebe Frau Unbefleckte Empfängnis und die Alte Kirche Mittewald

## Hauptort der Gemeinde
Hauptort der Gemeinde ist die Ortslage Assling. Sie befindet sich etwa 11 Kilometer taleinwärts westlich von Lienz. Der Ort liegt auf der Nordseite des Pustertales, auf der Talterrasse oberhalb von Thal, auf um die 1160 m ü. A. Höhe, am Fuß der Zarspitzen (2778 m ü. A.) des Defereggengebirges (Villgratner Berge). Der Ort umfasst knapp 150 Gebäude mit gut 300 Einwohnern und gliedert sich in zwei eigenständige Ortschaften, nämlich Unterassling und Oberassling. Die Pustertaler Höhenstraße, die parallel zur Bundesstraße einige hundert Meter über dem Tal von Leisach nach Abfaltersbach verläuft, steigt hier in einigen Kehren über 400 Meter vom Thaler Bach (Kote 1023 m ü. A.) hinauf an die Oberkante der Talterrasse.
Die Katastralgrenze der beiden Ortsteile läuft grob die 1200-Meter-Linie entlang. ∗∗
Unterassling liegt auf um die 1130 m ü. A. Höhe um die Pfarrkirche, und ist der nominelle Gemeindehauptort. Das Dorf hat etwa 70 Gebäude mit gut 200 Einwohnern. Zur Ortschaft gehört auch die Einzellage Libiseller westlich.
Oberassling wird ebenfalls als eigenes Dorf gesehen, und liegt auf um die 1240 m ü. A. Höhe. Es hat auch gut 70 Gebäude, aber nur knapp 100 Einwohner. Das Ortschaftsgebiet umfasst auch die Gehöfte oberhalb, darunter Pedretscher (Wildpark Assling), und Stabler und Warscher, der dann auf 1510 m ü. A. Richtung Wilfener Tal oberhalb des oberen Thalerbachs liegt.
Die beiden Ortschaften wurden erst 1817 als Steuergemeinden eingerichtet. Bei der Schaffung der Ortsgemeinden nach der Revolution wurden 1850 beide mit den umliegenden Orten zu einer Gemeinde vereint. 2001 wurde die neue Ortschaft Bichl abgetrennt, sie trägt den ursprünglichen Namen der Gegend (oberdeutsch ‚Hügel‘), entsprechend lautet auch der Zählsprengel für die drei Ortschaften. ∗∗
Die Katastralgemeinde Oberassling umfasst auch noch Bichl, ∗∗ und zieht sich mit 1588,16 Hektar gut 8 Kilometer hinauf in die Defereggenberge, über die Flur Compedal, Tullkogel (2552 m ü. A.) und Reiserspitze (2582 m ü. A.) bis östlich der Zarspitzen. Dort liegen die Almen Tschikerkaser, Libisellerkaser, Soldererkaser, Baumgartnerkaser am Warscherbach, und Gamperkaser, Lexerkaser, Unterascherkaser am Gampenbach im hintersten Wilfenertal.
Die Katastralgemeinde Unterassling erstreckt sich mit 1157,71 Hektar knapp 6 Kilometer zwischen Thalerbach und Bruggerbach über die Wallfahrtskirche St. Korbinian ∗∗ hinunter in den Talboden der Drau, und umfasst die ganze Ortschaft Thal-Wilfern mitsamt dem Oberbrugger, und umfasst auch auf der anderen Talseite die Lienzer Dolomiten zwischen Gamsbach und Bruggergraben, mit den Gipfeln Feuer am Bichl (2008 m ü. A.), Gedeindlspitze (2327 m ü. A.) bis zur Tamerlanhöhe (2376 m ü. A.) im Dolomiten-Hauptkamm.
| Schlaiten (KG, Gem.) Burg-Vergein (KG)    | Bichl (O)                                        | Penzendorf (KG) *             |
| Oberkosten Kosten (O u. KG) * Unterkosten | Kompassrose, die auf Nachbargemeinden zeigt      | Oberthal (O) Thal (O u. KG) * |
|                                           | Wilfern (O Thal-Wilfern) Obertilliach (KG, Gem.) |                               |

* Die KG Kosten zieht sich bis ganz in den Südwesten; die KG Penzendorf umfasst Oberassling im Norden, der Ort selbst liegt hinter Oberthal; die KG Thal zieht sich bis ganz in den Südosten
∗∗  An der Katastralgrenze liegen einige Häuser der Ortschaften (Adressbereiche) jeweils in der anderen Katastralgemeinde;  die höheren Streulagen von Oberassling, 8 Häuser, werden zu Assling-Nord gezählt; die Thalerbach-rechtsseitigen Häuser von Oberthal liegen noch in den Katastralgemeinden Unterassling respektive Oberassling.

## Wirtschaft und Infrastruktur
In Assling konnten sich mehrere Betriebe ansiedeln, daneben ist es eine Auspendlergemeinde hauptsächlich in das nahe gelegene Lienz.
Die im Rahmen der Volkszählung durchgeführte Arbeitsstättenzählung ergab 2001 in Assling 57 Arbeitsstätten mit 364 Beschäftigten (ohne Landwirtschaft), wobei 88 % unselbständig Beschäftigte waren. Die Anzahl der Arbeitsstätten war dabei gegenüber dem Jahr 1991 um drei Betriebe (plus 6 %) gestiegen, die Anzahl der Beschäftigten um 68 Personen (23 %) gewachsen. Wichtigster Wirtschaftszweig war 2001 die Sachgütererzeugung mit elf Betrieben und 170 Beschäftigten (47 % der Beschäftigten in Assling). Dahinter folgten der Handel bzw. die Reparatur von Kfz und Gebrauchsgütern mit sieben Arbeitsstätten und 36 Beschäftigten sowie das Bauwesen mit sechs Arbeitsstätten und 35 Beschäftigten (je 10 %). In Assling befanden sich fünf Betriebe mit mehr als 20 Beschäftigten, wobei insbesondere die holzverarbeitenden Betriebe wie Tischlereien und das Sägewerk eine wichtige Stütze der Asslinger Wirtschaft sind. Die Gemeinde verfügt in Thal-Wilfern über ein Gewerbegebiet an der B 100.
Von den 856 erwerbstätigen Einwohnern aus Assling gingen 2001 354 Personen in Assling ihrer Beschäftigung nach. 502 mussten zur Arbeit auspendeln. Von den Auspendlern hatten 45 % ihre Arbeitsstätte im benachbarten Ballungszentrum Lienz. Weitere 25 % hatten im übrigen Bezirksgebiet eine Arbeitsstelle gefunden, weitere 20 bzw. 10 % pendelten nach Nordtirol oder in ein anderes Bundesland, einer der Einwohner musste gar ins Ausland auspendeln. Im Gegenzug pendelten 227 Menschen nach Assling zur Arbeit ein, wobei 88 % der Einpendler aus dem Bezirk stammten und sich darunter insbesondere Einwohner von Anras und Lienz befanden.
Die Gemeinde gehört wie alle übrigen Osttiroler Gemeinden zum Tourismusverband Osttirol, wobei Assling in der Ferienregion Lienzer Dolomiten organisiert ist.
Der Tourismus in Assling hat aber für die Gemeinde eine geringe wirtschaftliche Bedeutung und deutlich geringere Nächtigungszahlen als andere Osttiroler Gemeinden. Assling konnte im Tourismusjahr 2011/12 rund 14.000 Übernachtung zählen. Im Sommerhalbjahr 2012 verzeichnete Assling 11.545, im Winterhalbjahr 2011/12 2.747 Übernachtungen. Sowohl für die Wintersaison, als auch für die Sommersaison verzeichnete Assling dabei seit der Jahrtausendwende leicht steigende Nächtigungszahlen. Die Tourismusintensität (Nächtigungen pro Einwohner) gehörte dabei sowohl im Sommer als auch im Winter zu den niedrigsten im Bezirk Lienz.
Die geringen Nächtigungszahlen spiegeln sich auch in den Unterkunftstypen in der Gemeinde wider. So steht kein Hotel zur Verfügung, sondern lediglich Gasthöfe, Ferienwohnungen, Pensionen und Privatvermieter.
An touristischer Infrastruktur verfügt die Gemeinde über das Freizeitzentrum ViTHAL, den Wildpark Assling, eine Sommerrodelbahn, Tennisplätze und den Erholungsgarten Vitalpinum. Zudem steht Bergsteigern ein verzweigtes Netz an Wanderwegen, und Radfahrern der Drauradweg sowie Mountainbikern die Pustertaler Höhenstraße oder das Wilferner- und Kristeinertal zur Verfügung. Für den Wintertourismus verfügt Assling über eine Liftanlage, eine Loipe entlang der Drau, Naturrodelbahnen sowie Platz für Eisstockschützen. Zudem besteht die Möglichkeit von Schitouren.

### Energie
Assling gehört zu den 24 Gemeinden in Österreich (Stand März 2019), die mit der höchsten Auszeichnung des e5-Gemeinden Energieprojekts ausgezeichnet wurden. Das e5-Gemeinde-Projekt soll die Umsetzung einer modernen Energie- und Klimapolitik auf Gemeindeebene fördern.

### Verkehr

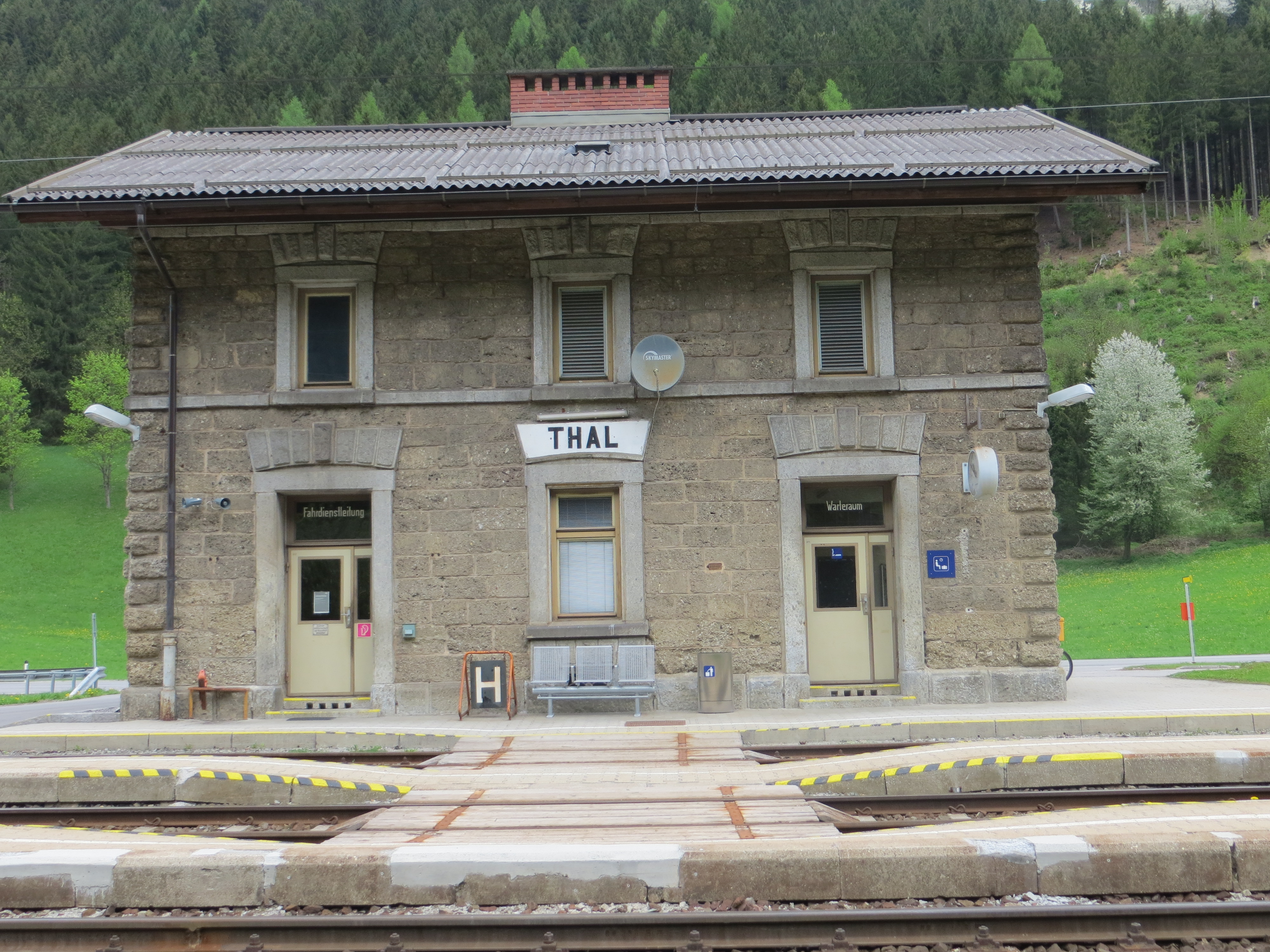
Bahnhof Thal

- Straße: Assling wird verkehrstechnisch von der Drautalstraße B 100 erschlossen, die die Gemeinde mit Lienz im Osten und Sillian im Westen verbindet. Die auf den Sonnenterrassen des Pustertals gelegenen Ortschaften der Gemeinde werden zudem von der Pustertaler Höhenstraße L 324 durchquert, die von der Nachbargemeinde Leisach über Bannberg, Unterassling und St. Justina nach Anras und Abfaltersbach führt. Des Weiteren bestehen zwei Verbindungsstraßen zwischen der Drautalstraße und der Pustertaler Höhenstraße. Dies sind einerseits die Asslinger Straße L 359, die den Ortsteil Thal-Aue mit dem Ortsteil Oberthal an die Pustertaler Höhenstraße verbindet sowie die Sankt-Justina-Straße, die von Mittewald an der Drau nach Burg und Vergein führt. Neben diesen Landesstraßen verfügt die Gemeinde zudem über rund 60 km Gemeindestraßen.
- Bahn: An das öffentliche Verkehrsnetz ist Assling mittels Stationen der Drautalbahn in Thal sowie Mittewald angeschlossen. Weiters wird die Gemeinde durch Postbusse von Lienz aus erschlossen.[10]

### Abwasser
Assling gehört dem Abwasserverband Unteres Pustertal an, der zu 75 % im Besitz der Gemeinde Assling und zu 25 % im Besitz der Gemeinde Anras ist. Der Abwasserverband betreibt im Ortsteil Thal-Römerweg eine 1997 fertiggestellte vollbiologische Kläranlage, die neben den gesamten Abwässern der Gemeinde Assling auch die Ortsteile Mittewald, Ried, Raut und Wiesen der Gemeinde Anras reinigt. Bei einer Ausbaugröße für bis zu 4.200 Einwohnern arbeitet die Kläranlage als einstufige Belebtschlammanlage bestehend aus Feinrechen, Sand- und Fettfang, Belebungsbecken 1, Nachbelüftungsbecken, Belebungsbecken 2 und 3 und dem Nachklärbecken. Als Vorfluter dient die Drau. Die Kanalisierung der Gemeinde Assling wurde zwischen 1995 und 199 fertiggestellt. 2002 waren die 581 abwasserproduzierenden Objekte in Assling zu 91 % an die Kanalisation und die Kläranlage angeschlossen. Der Abfall, der in der Gemeinde anfällt, wird über den Abfallwirtschaftsverband Osttirol (AWVO) entsorgt.

## Politik

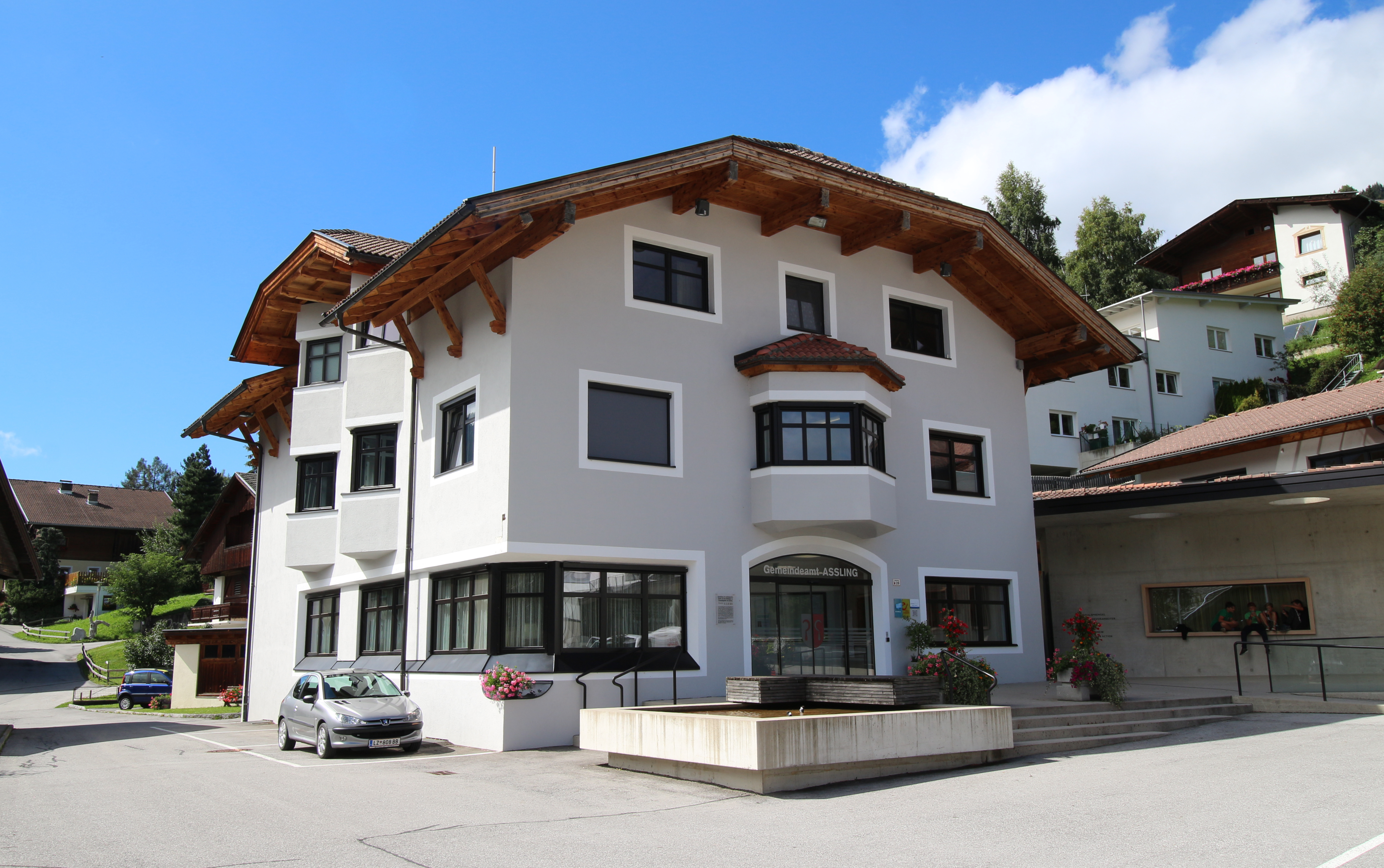
Gemeindeamt in Unterassling

### Gemeinderat
Die Gemeindevertretung hat insgesamt 13 Sitze.
- Mit den Gemeinderats- und Bürgermeisterwahlen in Tirol 2016 hatte der Gemeinderat folgende Verteilung: 13 Bürgerliste Dörfergemeinschaft.[12]
- Mit den Gemeinderats- und Bürgermeisterwahlen in Tirol 2022 hat der Gemeinderat folgende Verteilung: 9 Dörfergemeinschaft (DG), 3 Unabhängig für ein lebenswertes Assling (ULA) und 1 Bürgerliste Assling (BLA).[13]

### Bürgermeister
- bis 2022 Bernhard Schneider[14]
- seit 2022 Reinhard Mair[13]

### Wappen
Blasonierung:
In Silber und Rot gespalten mit je einer abgewendeten Sichel in verwechselten Farben.
Im Jahr 1969 wurde Assling das Gemeindewappen verliehen. Beim Wappen handelt es sich um das Siegel des Adelsgeschlechts der Plazoller, das einst in Assling ansässig war.

## Persönlichkeiten
Söhne und Töchter der Gemeinde
- Irmgard Lukasser (* 1954), alpine Skirennläuferin
- Susanne Mair (* 1994), Bergläuferin
- Ignaz Mitterer (1850–1924), Komponist und Kirchenmusiker
- Maria Theurl-Walcher (* 1966), Skilangläuferin